# 小行星7783
小行星7783是一颗围绕太阳公转的小行星。1994年5月4日，蒂莫西·B·斯帕爾在卡特林那发现了此天体。
这颗小行星的绝对星等为15.224049653308等。